# Noah and the Whale
Noah and the Whale är ett folkrockband från Twickenham, London, England som bildades 2006. Bandnamnet är en referens till filmen The Squid and the Whale regisserad av Noah Baumbach.

## Medlemmar
Senaste medlemmar
- Charlie Fink – sång, gitarr (2006–2015)
- Tom Hobden – violin, bakgrundssång, gitarr, piano (2006–2015)
- Matt 'Urby Whale' Owens – basgitarr, bakgrundssång (2006–2015)
- Fred Abbott – gitarr, bakgrundssång, piano (2009–2015)
- Michael Petulla – trummor (2011–2015)

Tidigare medlemmar
- Doug Fink – trummor (2006–2009)
- Laura Marling – bakgrundssång (2006-2008)
- Jon Carvell – trombon (2006–2008)
- Sam Kinrade – trumpet (2006–2008)

## Diskografi
Album
- 2008 – Peaceful, the World Lays Me Down
- 2009 – The First Days of Spring
- 2011 – Last Night on Earth
- 2013 – Heart of Nowhere

Singlar
- 2007 – "5 Years Time" / "Jocasta"
- 2008 – "2 Bodies 1 Heart" / "Rocks and Daggers"
- 2008 – "Shape Of My Heart" / "Death By Numbers" (#95 på UK Singles Chart)
- 2008 – "5 Years Time" / "Jocasta" (återutgåva) (UK #7)
- 2008 – "Shape Of My Heart" / "Death By Numbers" (återutgåva) (UK #94)
- 2009 – "Blue Skies" / "Blue Skies (Yacht Remix)" (UK #94)
- 2010 – "L.I.F.E.G.O.E.S.O.N." (Maxisingel) (UK #14)
- 2011 – "Tonight's the Kind of Night" (Maxisingel) (UK #67)
- 2011 – "Life Is Life" (UK #172)
- 2011 – "Waiting For My Chance to Come" (UK #185)
- 2013 – "There Will Come a Time" (UK #168)
- 2013 – "Lifetime"